# Луківський Андрій Сергійович
Андрі́й Сергі́йович Луківський («Лука») — старший механік-водій 47 окремої механізованої бригади.

## Життєпис
Народився 30 червня 1996 року в с. Чаплинка Херсонської області. Згодом переїхав до Київської області, та до кінця свого життя проживав у м. Вишневе.
На початку повномасштабного вторгнення у 2022 році долучився до лав ЗСУ, служив у Києві.
6 грудня 2022 року перевівся в 47-му окрему механізовану бригаду на посаду старшого механіка-водія.
Брав участь у боях на Запорізькому та Донецькому напрямку.
Героїчно загинув 19 жовтня 2023 року при виконанні бойового завдання, пов'язаного із захистом Батьківщини.
Похований на кладовищі м. Вишневе Київської області на Алеї СЛАВИ.
| У шлюбі з | Луківська Ганна Анатоліївна |
| --------- | --------------------------- |
| Мати      | Луківська Галина Петрівна   |
| Сестра    | Невгад Марія Олегівна       |